# Rączyna (gromada)
Rączyna – dawna gromada, czyli najmniejsza jednostka podziału terytorialnego Polskiej Rzeczypospolitej Ludowej w latach 1954–1972.
Gromady, z gromadzkimi radami narodowymi (GRN) jako organami władzy najniższego stopnia na wsi, funkcjonowały od reformy reorganizującej administrację wiejską przeprowadzonej jesienią 1954 do momentu ich zniesienia z dniem 1 stycznia 1973, tym samym wypierając organizację gminną w latach 1954–1972.
Gromadę Rączyna z siedzibą GRN w Rączynie utworzono – jako jedną z 8759 gromad na obszarze Polski – w powiecie jarosławskim w woj. rzeszowskim na mocy uchwały nr 21/54 WRN w Rzeszowie z dnia 5 października 1954. W skład jednostki wszedł obszar dotychczasowej gromady Rączyna oraz przysiółek Wola Rzeplińska (w swoich granicach katastralnych) z dotychczasowej gromady Rzeplin ze zniesionej gminy Pruchnik w tymże powiecie. 
1 stycznia 1955 gromadę włączono do powiatu przeworskiego w tymże województwie, gdzie ustalono dla niej 17 członków gromadzkiej rady narodowej.
31 grudnia 1961 gromadę zniesiono, włączając jej obszar do gromad Pantalowice (wieś Rączyna) i Łopuszka Wielka (przysiółek Wola Rzeplińska o pow. 390,235 ha) w tymże powiecie.